# Antoni Popliński
Antoni Popliński (ur. 1 czerwca 1796 w Popłomyku, zm. 19 marca 1868 w Poznaniu) – polski filolog, nauczyciel, dziennikarz, wydawca i księgarz, dyrektor Biblioteki Raczyńskich w Poznaniu.

## Życiorys
Ukończył germanistykę i polonistykę na Uniwersytecie Berlińskim. Nauczał w Gimnazjum we Wschowie, a potem (przez 24 lata) w Gimnazjum Marii Magdaleny w Poznaniu. W tym czasie wydawał opracowane przez siebie podręczniki szkolne, przede wszystkim historyczne i geograficzne. Pisywał artykuły naukowe do pism fachowych. Współredagował Orędownika Naukowego. Z Józefem Łukaszewiczem prowadził drukarnię oraz księgarnię, gdzie publikowano m.in. prace Edwarda Raczyńskiego.
W latach 1842–52 wraz z historykiem Jędrzejem Moraczewskim redagował jedną z pierwszych polskich encyklopedii, dwutomowe „Starożytności Polskie. Ku wygodzie czytelnika porządkiem abecadłowym zebrane".
Po przejściu na emeryturę (był już mocno schorowany) objął w 1852 funkcję dyrektora Biblioteki Raczyńskich, gdzie opracował katalog i wydał go wraz z Józefem Krąkowskim pod tytułem Catalogus alphabeticus Bibliothecae Raczyńscianae (około 15.000 pozycji). Z uwagi na krytykę tego dzieła (m.in. przez Karola Estreichera) mocno podupadł na zdrowiu, a jego obowiązki przejął Krąkowski.